# Marratxí
Marratxí település Spanyolországban, a Baleár-szigeteken. Marratxí Palma de Mallorca, Bunyola és Santa Maria del Camí községekkel határos. Lakosainak száma 40 079 fő (2024).

## Népesség
A település népessége az elmúlt években az alábbi módon változott:
| Lakosok száma | 22 275 | 27 145 | 29 742 | 33 348 | 34 385 | 35 521 | 36 001 | 37 193 | 38 357 | 40 079 |
|               | 2001   | 2004   | 2006   | 2009   | 2011   | 2014   | 2016   | 2019   | 2021   | 2024   |